# Polioksymetylen
Polioksymetylen, poli(tlenek metylenu), POM – organiczny związek chemiczny, polimer z grupy polieterów wykorzystywany do wytwarzania termoplastycznych tworzyw sztucznych (termoplastów), z których następnie produkuje się m.in. armaturę wodną, podzespoły samochodowe, elementy urządzeń elektrotechnicznych, sprzętu AGD oraz kostki (piórka) gitarowe.
Polimer ten otrzymuje się przez polimeryzację formaldehydu lub trioksanu.
Nazwy handlowe to m.in. Delrin, Ertacetal, Hostaform, Iupital, Ultraform, Tarnoform (produkowany przez Zakłady Azotowe w Tarnowie-Mościcach).

## Właściwości
Ma typowe właściwości termoplastyczne. Zakres przetwórstwa waha się w granicach 210–230 °C. W temperaturze powyżej 230 °C ulega gwałtownej depolimeryzacji z wydzieleniem dużych ilości gazowego formaldehydu, co może prowadzić do uszkodzenia aparatury wskutek wytworzenia zbyt dużego ciśnienia.
Charakteryzuje się dużą odpornością na ścieranie, wytrzymałością chemiczną oraz jest izolatorem elektrycznym. Odznacza się także sztywnością, wytrzymałością na rozciąganie, naturalną smarownością (powierzchnia granulek pokryta jest związkiem smarującym i w związku z tym nie wymagane jest kolejne smarowanie), łatwością przetwórstwa. Może pracować w temperaturze od −50 do +90 °C (okresowo do 140 °C).
Jest bezwonny i bez smaku.

## Zastosowania
POM jest tworzywem konstrukcyjnym, stosowanym we wszystkich gałęziach przemysłu. Wiele wyrobów, nawet dużych i o skomplikowanych kształtach, wytwarza się techniką wtrysku w odpowiednich formach. Z kolei metodą wytłaczania uzyskuje się półfabrykaty w postaci prętów, rur i płyt, z których wykonuje się gotowe wyroby w procesach toczenia, frezowania lub wycinania. Standardowo ma barwę białą, jednak może być łatwo barwiony na praktycznie dowolny kolor w procesie przygotowania granulatu do wtrysku lub wytłaczania.
Jest to materiał stosowany głównie do produkcji odpowiedzialnych wyrobów o wysokich wymaganiach co do wytrzymałości, jak elementy napędów (rolki, wałki, koła zębate, cięgna itp.), elementy konstrukcyjne (korpusy, uchwyty, zawiesia), elementy armatury wodnej i gazowej, pierścienie ślizgowe i elementy ułożyskowań, elementy zespołów uszczelniających do wysokich ciśnień i in. Znajduje on zastosowanie w najróżniejszych pojazdach, urządzeniach AGD, elektronicznych urządzeniach biurowych, urządzeniach automatyki i sterowania i in. Jest również używany m.in. do produkcji kostek gitarowych. Główny składnik parapasty, specyfiku używanego przy dewitalizacji.

## Historia
Technologia produkcji polioksymetylenu została opracowana i opatentowana przez firmę DuPont w latach 50. XX w.
Prace nad opracowaniem twardego i odpornego na ciepło tworzywa sztucznego rozpoczęły się na początku 1950 r. Delrin został wytworzony ok. 1952 r. Przez chemików został nazwany jako „syntetyczny kamień” (ang. synthetic stone), a przez DuPont – Delrin. Firma DuPont złożyła wniosek o ochronę patentową materiału w 1956 r. Budowę zakładu przeznaczonego do produkcji tworzywa zakończono w 1960 r. w Parkersburg, Wirginia Zachodnia.

## Źródło danych liczbowych
- MSDS Delrinu